# سگ مشهور لاسی
سگ مشهور لاسی (به ژاپنی: 名犬ラッシー، به انگلیسی: Famous Dog Lassie) یک مجموعه تلویزیونی انیمه ۲۶ قسمتی است که توسط استودیو نیپون انیمیشن ساخته شده‌است. پخش آن از ۱۴ ژانویه ۱۹۹۶ در شبکه فوجی تلویژن آغاز شده و تا ۱۸ اوت ۱۹۹۶ ادامه داشته‌است.